# Perfect Sound Forever
Perfect Sound Forever é o terceiro EP da banda Pavement, lançado a 15 de Abril de 1991.
As faixas do EP iriam aparecer mais tarde na compilação Westing (By Musket & Sextant).

## Faixas
Todas as faixas por Stephen Malkmus e Scott Kannberg
1. "Heckler Spray" – 1:06
2. "From Now On" – 2:03
3. "Angel Carver Blues/Mellow Jazz Docent" – 2:30
4. "Drive by Fader" – 0:28
5. "Debris Slide" – 1:56
6. "Home" – 2:23
7. "Krell Vid-User" – 1:26